# Бусько, Иван Григорьевич
Ива́н Григо́рьевич Бусько́ (15 июля 1904, Санкт-Петербург — 1991) — советский деятель органов государственной безопасности, полковник (1943), собственноручно ликвидировавший петроградского налётчика Лёньку Пантелеева.

## Биография
Родился в Санкт-Петербурге в белорусской рабочей семье. Вырос на Васильевском острове, работал на Балтийском заводе. 
С 1919 года — на военной службе, общественной и политической работе. Член РКП(б) с 1920 года. Участник Гражданской войны, чекист, пограничник на Дальнем Востоке, оперуполномоченный 5-го отдела УНКВД, помощник начальника 10-го отделения, заместитель начальника отделения 5-го отдела. С марта 1941 года — начальник 3-го отдела УНКВД по Ленинградской области, затем заместитель начальника особого отдела НКВД 8-й, 9-й резервной, 24-й армий, с февраля 1943 года — начальник ОО НКВД 66-й армии, с февраля 1944 года — начальник ОКР «Смерш» 5-й гвардейской армии, затем 2-й танковой армии, с декабря 1944 года — начальник ОКР «Смерш» 69-й армии, с августа 1945 года — заместитель начальника УКР «Смерш» Бакинского военного округа, с апреля 1946 года — начальник ОКР «Смерш» 18-й армии Тбилисского военного округа, с августа 1946 года — начальник ОКР «Смерш» 4-й армии Закавказского военного округа. Приказом МГБ № 2318 от 16 апреля 1947 года уволен в запас МГБ по состоянию здоровья.
Персональный пенсионер союзного значения с 1 марта 1978 года.
Умер в 1991 году.